# Jack O’Lantern

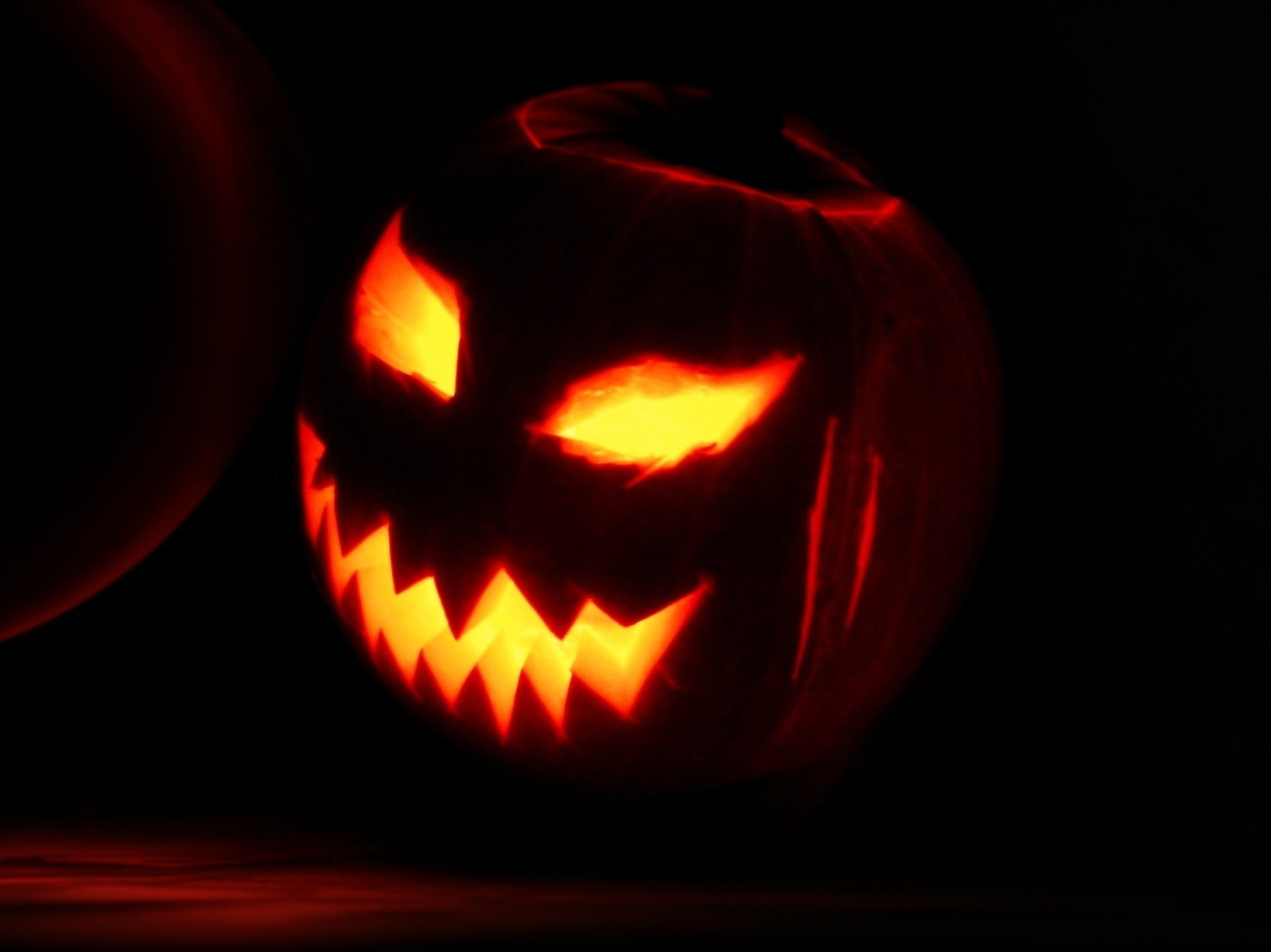
Jack O’Lantern

Ein Jack O’Lantern (auch Jack-o’-lantern, deutsch: Jack mit der Laterne) ist eine Laterne aus einem ausgehöhlten Kürbis (früher und heute seltener auch aus Futterrüben), in die eine Fratze geschnitten ist. Der Jack-O’Lantern-Brauch geht auf eine Halloween-Tradition irischer Einwanderer zurück, die ihn in die USA gebracht und dort ausgebaut hatten. Die Kürbislaterne gilt als Symbolfigur für Halloween. Das Licht im ausgehöhlten Kürbis hat Bezüge zum Grablicht an Allerseelen.

## Die Legende von Jack O’Lantern
Vor langer Zeit lebte in Irland ein Hufschmied namens Jack Oldfield, der auch auf die Namen Stingy Jack (deutsch: geiziger Jack) oder Drunk Jack (deutsch: trunksüchtiger Jack) hörte. Am Abend vor Allerheiligen saß der geizige und trunksüchtige Jack in seinem Dorf in einer Kneipe, als plötzlich der Teufel neben ihm stand, um ihn zu holen. Jack bot ihm seine Seele an für ein letztes Getränk. Der Teufel hatte nichts dagegen, ihm ein letztes Getränk zu spendieren, stellte aber fest, dass er keine Münze zur Hand hatte. So verwandelte er sich selbst in eine Sixpence-Münze, um den Wirt zu bezahlen. Jack aber steckte die Münze schnell in seinen Geldbeutel und verschloss ihn fest. Weil er im Geldbeutel ein silbernes Kreuz bei sich trug, konnte der Teufel sich nicht zurückverwandeln. Jack handelte mit dem Teufel: Er ließ ihn frei und der Teufel versprach, dass Jacks Seele noch zehn Jahre frei sein solle.
Als die zehn Jahre vergangen waren, kam der Teufel abermals in der Nacht vor Allerheiligen zurück, um Jack zu holen. Dieser bat ihn erneut um einen letzten Gefallen: Seine Henkersmahlzeit solle ein Apfel sein, den der Teufel ihm pflücken solle. Der Teufel tat ihm den Gefallen und kletterte auf einen Apfelbaum. Jack zog schnell sein Messer und schnitzte ein Kreuz in die Rinde des Baumes; der Teufel war auf dem Baum gefangen. Jack handelte abermals mit dem Teufel: Er entfernte das Kreuz, und der Teufel versprach, Jacks Seele bis in alle Ewigkeit in Ruhe zu lassen.
Nachdem Jack viele Jahre später gestorben war, bat er im Himmel um Einlass. Da er in seinem Leben nicht gerade ein braver Mann gewesen war, wurde er abgewiesen. Er wurde zu den Höllentoren geschickt. Aber auch dort wurde ihm der Eintritt verwehrt, weil der Teufel sein Versprechen gegeben hatte, niemals Jacks Seele zu holen. Der Teufel schickte ihn zurück, woher er gekommen war – und weil es so dunkel, kalt und windig und der Weg so weit war, bekam der Teufel Mitleid und schenkte Jack eine glühende Kohle direkt aus dem Höllenfeuer. Jack steckte die Kohle in eine ausgehöhlte Rübe, die er als Wegzehrung mitgenommen hatte. Seitdem wandelt seine verdammte Seele mit der Laterne am Vorabend von Allerheiligen durch die Dunkelheit. Aus dieser Legende wurde abgeleitet, dass an Halloween ein brennendes Stück Kohle in einer Rübe bzw. in einem Kürbis den Teufel und alle anderen Geister abhalten könne.